# Петко Каравелов
Пе́тко Сто́йчев Караве́лов (5 квітня 1843, Копривштиця, Османська імперія — 6 лютого 1903, Софія, Болгарія) — болгарський політик, один із вождів Ліберальної партії, а пізніше керівник Демократичної партії. Молодший брат письменника Любена Каравелова й тесть поета Пейо Яворова.

## Біографія
У 1857–1866 роках проживав у Москві, був вільним слухачем Московського університету. Під час російсько-турецької війни був солдатом російської армії.
Петко Каравелов був одружений з Катериною Великовою Пеневою (1860–1947), у подружжя було три дочки: Радка, Віола та Лора.
Помер 1903 року в Софії. Похований на цвинтарі церкви Святих Сьомочисельників.